# Laevipilina hyalina
Laevipilina hyalina is een Monoplacophorasoort uit de familie van de Neopilinidae. De wetenschappelijke naam van de soort is voor het eerst geldig gepubliceerd in 1979 door McLean.